# Скараткі
Скараткі (пол. Skaratki) — село в Польщі, у гміні Доманевиці Ловицького повіту Лодзинського воєводства.
У 1975-1998 роках село належало до Скерневицького воєводства.